# Syndrome de Pellegrini Stieda
Pour les articles homonymes, voir Stieda.
Le syndrome de Pellegrini Stieda fait référence à l'ossification de la partie supérieure du ligament collatéral tibial médial du genou.
Affection rare, le syndrome rassemble des douleurs et des limitations à la mobilité de genou. Dans les cas bénins, le traitement conservateur est souvent couronné de succès ; les patients avec une formation osseuse importante et des symptômes persistants exigent l'excision chirurgicale de l'ossification.